# 馬嬪
马嫔（?—?），北齊時代人物，北齊武成帝高湛之嫔。
561年，高湛即位，为武成帝。马嫔因美貌而被纳入高湛后宫。十分得宠。565年，高湛传位于太子高纬，自任太上皇。569年，高湛死后，高湛的皇后胡氏非常嫉妒她，胡皇后对马嫔残酷迫害，无奈之下马嫔自缢而死。